# Marek Szczech
Marek Szczech (ur. 18 września 1956 w Piszu, zm. 20 listopada 2003) – polski piłkarz grający na pozycji bramkarza, reprezentant Polski (13 występów w rep. juniorskiej, 1 w młodzieżowej i 2A). 
Karierę sportową rozpoczął w rodzinnym Piszu w drużynie Mazura, z którego na rundę jesienną sezonu 1974/75 przeszedł do Stomilu Olsztyn. Jako uzdolniony junior w styczniu 1975 roku został sprowadzony do I ligowej Pogoni Szczecin, w której zadebiutował na boiskach ekstraklasy 22 listopada 1975 roku w meczu przeciwko Ruchowi w Chorzowie. W barwach Portowców występował nieprzerwanie do końca kariery rozgrywając łącznie 566 meczów, z tego 222 spotkania w I lidze, 31 spotkań w meczach o Puchar Polski i 219 spotkań towarzyskich.
W reprezentacji narodowej debiutował 2 września 1987 w wygranym meczu z reprezentacją Rumunii rozegranym w Bydgoszczy (3:1).
W plebiscycie kibiców został uznany najlepszym bramkarzem 50-lecia szczecińskiej Pogoni i wybrany do „Jedenastki piłkarskiej 50-lecia MKS Pogoń Szczecin”.